# Beetlejuice (desenho animado)
Beetlejuice é uma série animada de televisão que foi exibida de 9 de setembro de 1989 a 26 de outubro de 1991, na ABC, e na Fox de 9 de setembro a 6 de dezembro de 1991. Vagamente baseada no filme homônimo lançado em 1987, foi desenvolvida por seu diretor, Tim Burton, que também atuou como produtor executivo.
Diferente do filme, Betelgeuse (ou "Besouro Suco" na dublagem brasileira) era o protagonista e melhor amigo de Lydia Deetz na série. Juntos, os dois viviam várias aventuras malucas, ao lado de vários outros seres fantásticos, no "mundo mortal" e em "Lugar Nenhum", uma espécie de reino sobrenatural habitado por vários monstros do submundo. Danny Elfman, que compôs o tema do filme, também o arranjou para a série.
No Brasil, o desenho foi exibido pelas emissoras Record e SBT. Já em Portugal, foi exibido pela RTP.